# ياكوب فايس
ياكوب فايس (بالألمانية: Jakob Weis)‏ هو كاهن كاثوليكي ألماني، ولد في 13 مايو 1879 في Ommersheim ‏ في ألمانيا، وتوفي في 18 مارس 1948 في تسفايبروكن في ألمانيا.